# قانون حماية الأسرة الإيراني
أقرت إيران عام 1967 مجموعة من قوانين الأسرة المتقدمة وهو قانون حماية الأسرة الذي منح المرأة المزيد من الحقوق داخل الأسرة، ولقد تمت توسعة تلك الحقوق في قانون حماية الأسرة لعام 1975. ورغم إلغاء هذا القانون عام 1979 في أعقاب الثورة الإسلامية عندما بدأت إعادة تطبيق أحكام الشريعة، لا يزال قانون حماية الأسرة يبرز اليوم لأنه سابق على زمانه.
لقد تم اليوم إعادة طرح أجزاء من هذه القوانين في إيران، بينما يتم النظر في أجزاء أخرى. فعلى سبيل المثال أسس قانون 1967 محاكم خاصة للنظر في شئون الأسرة. ولكن تم حل تلك المحاكم بعد الثورة، وأعيد إنشاء محاكم مدنية خاصة عام 1979 للنظر في المسائل المتعلقة بقانون الأسرة والإرث والأوقاف. وبالمثل حركت بعض التغييرات التشريعية مسائل الأسرة في اتجاه أكثر تقدمًا في نواحٍ مثل أصغر سن للزواج وحضانة الطفل والأسباب التي تبيح للمرأة طلب الطلاق.

## معلومات تاريخية

### قبل 1975
تم إصدار أول دستور في إيران عام 1906. وفي السنوات التالية تم تطبيق سلسلة من القوانين من بينها قانون الأسرة.
في عام 1962، كان القانون الإيراني يعامل المرأة باعتبارها من نفس طبقة الأقليات والمجرمين والمختلين عقليًا: فلم يكن من حق المرأة أن تدلي بصوتها في الانتخابات أو تحصل على وظائف عامة، ولم يكن يسمح لها بحضانة أطفالها، ولا يمكنها العمل أو الزواج دون الحصول على إذن «ولي أمرها» الذكر، ويمكن أن يتم تطليقها في أية لحظة (بعلمها أو دون علمها مسبقًا، بأن يقول الزوج عبارة بسيطة) ويمكن أن تفاجأ بوجود زوجة ثانية أو ثالثة أو رابعة في منزلها في أية لحظة دون أن تجد عونًا قانونيًا أو ماليًا أو عاطفيًا يساندها. ولا يمكن للمرأة أن تصبح وصية على أطفالها حتى بعد وفاة الأب. ولا يمكنها نقل جنسيتها إلى أولادها، وكانت جنسيتها الإيرانية معرضة للسلب حال زواجها من شخص غير إيراني. وكانت المرأة ترث من تركة أبيها نصف ما يرثه أشقاؤها الذكور وترث من تركة الزوج الربع فقط إن لم يكن لها ولد وترث الثمن إن كان لها ولد.
تم في عام 1967 اقتراح مشروعي قانون لحماية الأسرة. نواب مجلس الشورى الإسلامي، ومن بينهم مهرانكيز دولت شاهي، قدموا مشروع قانون يمكن أن يصبح قانونًا فيما بعد. وقدم السيناتور مانهوشيرهريان مشروع قانون أكثر تقدمًا وقع عليه 15 سيناتور. ولكن عندما قدمت وسائل الإعلام تغطية مبالغة عن مشروع القانون التقدمي، اضطرت مانهوشيرهريان إلى مغادرة طهران حتى تخمد تلك الدعاية السلبية وتهدأ المخاطر المحتملة التي تهدد حياتها. نتيجة لذلك، لم تتم دراسة مواد قانون الأسرة المتعلقة بتعدد الزوجات وحضانة الطفل حتى عام 1975. ومع ذلك ألغى قانون حماية الأسرة الطلاق خارج سياق الإجراءات القضائية ووضع قيودًا كبيرة على تعدد الزوجات وأنشأ محاكم أسرة خاصة تختص بالمسائل المتعلقة بتشريع الحالة الشخصية الجديد.
عارض رجال الدين المحافظون قانون حماية الأسرة وأهدافه معارضةً شديدة. فلقد سحب القانون مجموعة كاملة من المسائل الفقهية في تعاملات الأسرة من اختصاص رجال الدين وأحالها إلى محاكم الأسرة لتنظر فيها. ومن ثم فقد رجال الدين الكثير من السلطة والنفوذ.

### بعد عام 1979
تم إلغاء قانون حماية الأسرة بعد ثورة 1979 مباشرةً. فأعاد النظام الجديد أفضلية الرجال داخل مؤسسة الأسرة إلى حالها السابق، وعمل على تقوية العادات والأفكار الأبوية مثل «الرجل عماد الأسرة» و«المرأة من جنس ثانٍ» و«المرأة والأطفال ملكٌ للرجل في الأسرة».
انخفض سن الزواج بالنسبة للفتيات فأصبح عند سن التاسعة. وتم إلغاء القيود المفروضة على تعدد الزوجات والزواج المؤقت. وفقدت المرأة الحق في طلب الطلاق وحضانة الطفل. وكان يتم فرض ضريبة على المهر (الصداق المدفوع إلى المرأة) إذا تجاوز المستوى الذي تعده الحكومة تقليديًا. وكان القضاة الذكور فقط هم الذين يعينون في جميع المحاكم.
منذ عام 1979، تم إدخال بعض التغييرات التشريعية التي دفعت مسائل الأسرة في اتجاه أكثر تقدمًا يقترب من قانون 1975. فتم تغيير أصغر سن للزواج من التاسعة إلى بدء البلوغ. ولم تعد حضانة الطفل حقًا ثابتًا للأب، بل تخضع الآن لقرار من المحاكم المدنية الخاصة. وقام قانون 1992 بإدخال تعديلات تتعلق بالطلاق فزاد من حق المرأة في الطلاق مانحًا إياها المزيد من الأسباب للمطالبة بالطلاق.

## نقاط أساسية[2][8]

### الزواج
رفع قانونا حماية الأسرة لعام 1967 و1975 الحد الأدنى لسن الزواج إلى 18 عامًا للفتاة و20 عامًا للرجل.

### الطلاق
تم نزع الحق في الطلاق الذي كان حكرًا على الزوج ومنحه إلى المحاكم، وفي ظروف معينة، كان على الزوج والزوجة أن يطلبا الطلاق من المحكمة.
من الحالات التي يحق لأي من الزوجين طلب الطلاق بناءً عليها: إساءة المعاملة من أي من الزوج أو الزوجة، والأمراض العضال والاختلال العقلي والإدمان وحكم السجن لفترة تزيد عن خمس سنوات ورفض الزوجة منح الزوج حقوقه الشرعية و/أو إصابة أي من الزوجين بالعقم.

### حضانة ونفقة الطفل
تقرر المحاكم ما إذا كان من الأفضل للطفل أن يعيش مع الأم أو الأب.
ويكون الأب مسؤولاً عن تقديم النفقة ما لم كان قد تم اعتباره غير مستطيع ماديًا ومن ثم تكون الأم هي المسؤولة في تلك الحالة. ويكون الأب مسؤولاً عن إدارة الأمور المالية للطفل. ولكن بعد وفاة الأب أو عدم قدرته على القيام بواجباته، تعين المحكمة الأم أو الجد للأب كوصي على الطفل.

### تعدد الزوجات
قبل تعديل قانون حماية الأسرة لعام 1975، كان من حق الرجل أن يتزوج أربع زوجات وأن يتخذ عددًا كبيرًا من الزيجات المؤقتة. ونتيجة لهذا القانون (1975)، يمكن للرجل أن يتزوج زوجة ثانية بناءً على إذن من المحكمة فقط (مع وجود سبب قوي للحصول على هذا الإذن) وبعد الحصول على موافقة صريحة من الزوجة الأولى. وبالتزامن، منحت الزوجة حق طلب الطلاق من زوجها حال زواجه من ثانية.

## وصلات خارجية
- Full Text of the Family Protection Law (1975) نسخة محفوظة 12 يونيو 2010 على موقع واي باك مشين.